# Siergiej Aksakow (wojskowy)
Siergiej Siergiejewicz Aksakow, ros. Сергей Сергеевич Аксаков (ur. 20 kwietnia 1899 we wsi Wierchnije Pryski w guberni kałużskiej, zm. 19 września 1987 w Buenos Aires) – rosyjski emigracyjny działacz wojskowy, współpracownik polskiego i brytyjskiego wywiadu wojskowego w okresie międzywojennym, współpracownik Abwehry, a następnie oficer sztabu Sił Zbrojnych Komitetu Wyzwolenia Narodów Rosji podczas II wojny światowej
Na pocz. 1920 r. ukończył morski korpus kadetów. Zdążył jeszcze wziąć udział w walkach na Krymie z wojskami bolszewickimi. W poł. listopada tego roku jako marynarz w składzie Rosyjskiej Eskadry ewakuował się do Bizerty. 10 grudnia został awansowany do stopnia miczmana. Od stycznia 1921 r. do października 1924 r. ponownie uczył się w odtworzonym morskim korpusie kadetów. Pływał jako szef wachtowy na statku szkoleniowym "Moriak". Pod koniec 1924 r. przyjechał do Paryża, gdzie związał się z rosyjskim ruchem monarchistycznym. Wstąpił do Rosyjskiego Związku Ogólnowojskowego (ROWS). Jednocześnie pracował jako malarz, a potem kierowca w zakładach Renault. W 1926 r. przeszedł kurs wojskowy prowadzony przez gen. Aleksandra P. Kutiepowa, szefa ROWS. Na jego rozkaz rozpoczął współpracę z polskim wywiadem wojskowym, zamieszkując w Warszawie. Pod koniec 1926 r. lub w 1927 r. przedostał się nielegalnie do ZSRR, po czym aresztowano go, ale zdołał zbiec. Powrócił do Paryża. W 1928 r. został skierowany przez gen. A. P. Kutiepowa do Rumunii w celu współpracy z wywiadem brytyjskim skierowanej przeciwko miejscowym komunistom. Tam wstąpił do organizacji kontrwywiadowczej wewnątrz ROWS Wewnętrzna Linia. W 1936 r. wyjechał do Bułgarii, gdzie został właścicielem ziemskim. Jednocześnie stał na czele III Oddziału ROWS i miejscowego oddziału Wewnętrznej Linii. W 1938 r. przybył do Ankary, gdzie był kierowcą w szwajcarskim poselstwie. W 1940 r. powrócił do Bułgarii. Po zaatakowaniu ZSRR przez wojska niemieckie 22 czerwca 1941 r., przybył jako ochotnik wraz z grupą rosyjskich emigrantów z ROWS na front wschodni, wstępując do Wehrmachtu. Pełnił funkcję tłumacza. Jednocześnie został współpracownikiem Abwehry. Od końca 1944 r. służył w stopniu porucznika w sztabie Sił Zbrojnych Komitetu Wyzwolenia Narodów Rosji gen. Andrieja A. Własowa. Pod koniec wojny dostał się do niewoli amerykańskiej. Do 1948 r. przebywał w obozie dla uchodźców w Salzburgu, po czym wyjechał do Argentyny. Pracował jako stróż w fabryce, a następnie buchalter w firmie.